# Vladislav Duyunov
Vladislav Duyunov, né le 7 juin 1994 à Iasnogorsk, est un coureur cycliste russe.

## Biographie
Fin juillet 2019, il est sélectionné pour représenter son pays aux championnats d'Europe de cyclisme sur route. Il s'adjuge à cette occasion la sixième place  du relais mixte.

## Palmarès
- 2015
  - 3e du championnat de Russie du contre-la-montre en duo
- 2016
  - Sochi Spring Tour
  - 1re étape de la Samara Stage Race (contre-la-montre)
  - 3e du championnat de Russie de la montagne
- 2017
  - 2e étape des Sochi Spring Races
  - 1re étape de la Sudak Stage Race
  - Prologue des Cinq anneaux de Moscou
  - 1re étape de l'Izhevsk Stage Race (contre-la-montre)
  - 1re étape de l'Ufa Stage Race (contre-la-montre)
  - 2e étape de la Friendship People North-Caucasus Stage Race (contre-la-montre)
  - 2e des Cinq anneaux de Moscou
- 2019
  - 4e et 6e étapes des Crimea Spring Races
  - 3e des Cinq anneaux de Moscou
- 2020
  - 1re étape des Crimea Spring Races
- 2021
  - 3e du championnat de Russie du contre-la-montre
- 2023
  - 17e étape de la HTV Cup
  - 3e de la HTV Cup

## Classements mondiaux
| Année                                 | 2017  | 2018  | 2019  | 2020 | 2021 |
| ------------------------------------- | ----- | ----- | ----- | ---- | ---- |
| Classement mondial                    | 1189e | 2703e | 1426e | 681e | 813e |
| UCI Europe Tour                       | 768e  | 1789e | 966e  | 550e | 627e |
|                                       |       |       |       |      |      |
| Légende : nc = non classéSource : UCI |       |       |       |      |      |